# Luchthaven Douala Internationaal
Luchthaven Douala Internationaal (ICAO: DLA, ICAO: FKKD) is een internationale luchthaven ongeveer 10 km van Douala, Kameroen. Het is de drukste luchthaven van het land.
Brussels Airlines biedt lijnvluchten naar Brussel, er is geen rechtstreekse verbinding met Amsterdam.

## Maatschappijen en bestemmingen
- Afriqiyah Airways - Cotonou, Tripoli
- Air Burkina - Abidjan, N'Djamena, Ouagadougou
- Air France - Parijs-Charles de Gaulle
- Air Ivoire - Abidjan, Brazzaville, Cotonou
- Air Leasing Cameroon - Malabo, Yaoundé, Garoua, N'Djamena
- Benin Golf Air - Cotonou, Malabo
- Brussels Airlines - Brussel
- Camairco - Garoua, Maroua, N'Djamena, Parijs-Charles de Gaulle, Yaoundé, Libreville
- CEIBA Intercontinental - Bata, Libreville, Malabo
- Ethiopian Airlines - Addis Abeba, Bangui
- Ethiopian (uitgevoerd door ASKY Airlines) - Kinshasa, Lomé
- Hewa Bora Airways - Kinshasa, Lagos, Lomé
- Ivoire Airways - Libreville, Port Gentil
- Kenya Airways - Bangui, Libreville, Malabo, Nairobi
- National Airways Cameroon - Garoua, Maroua, Yaoundé
- RegionAir - Malabo, Pointe-Noire, Port Gentil, Port Harcourt
- Royal Air Maroc - Casablanca, Yaoundé
- SCD Aviation - Libreville, Port Gentil
- Swiss International Air Lines - Zürich
- TAAG Angola Airlines - Bangui, Brazzaville, Luanda, Pointe-Noire
- Toumaï Air Tchad - Bangui, Brazzaville, N'Djamena, Libreville, Lomé
- Trans Air Congo - Brazzaville, Pointe-Noire

## Ongeluk
Op 5 mei 2007 stortte kort na het opstijgen Kenya Airways-vlucht 507 op 5,5 kilometer van de luchthaven neer. 